# Kalalé
Kalalé est une commune et une ville du nord-est du Bénin, préfecture du département de Borgou. La superficie de cette commune est plutôt 3 586 km² et non 168 882km².

## Géographie
Les six arrondissements de la commune sont Basso, Bouka, Dérassi, Dunkassa, Kalalé et Péonga.

### Climat
Kalalé possède un climat de savane de type Aw selon la classification de Köppen, avec une température moyenne de 27,8 °C et des précipitations d'environ 904,9 mm par an, beaucoup plus importantes en été qu'en hiver.

### Végétation
Sur le territoire de la commune, la végétation est principalement composée de savanes boisées, arborées et arbustives. Les espèces les plus répandues sont : Khaya senegalensis (caïlcédrat), Parkia biglobosa (néré), Ceiba pentandra (fromager), Combretum nigricans, Detarium microcarpum, Gardenia erubescens et Gardenia ternifolia.

Spécimens récoltés à Kalalé.
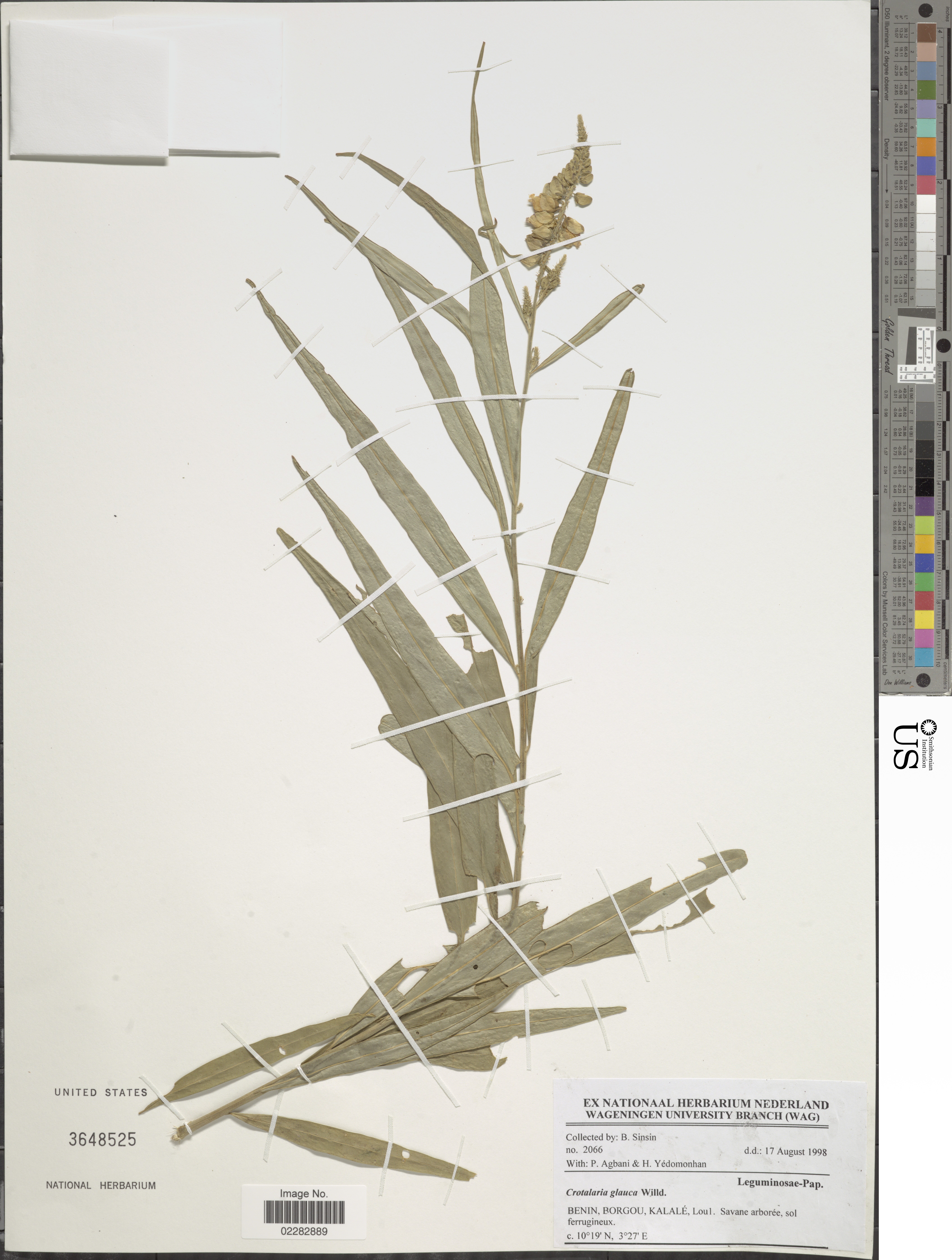
Crotalaria glauca.
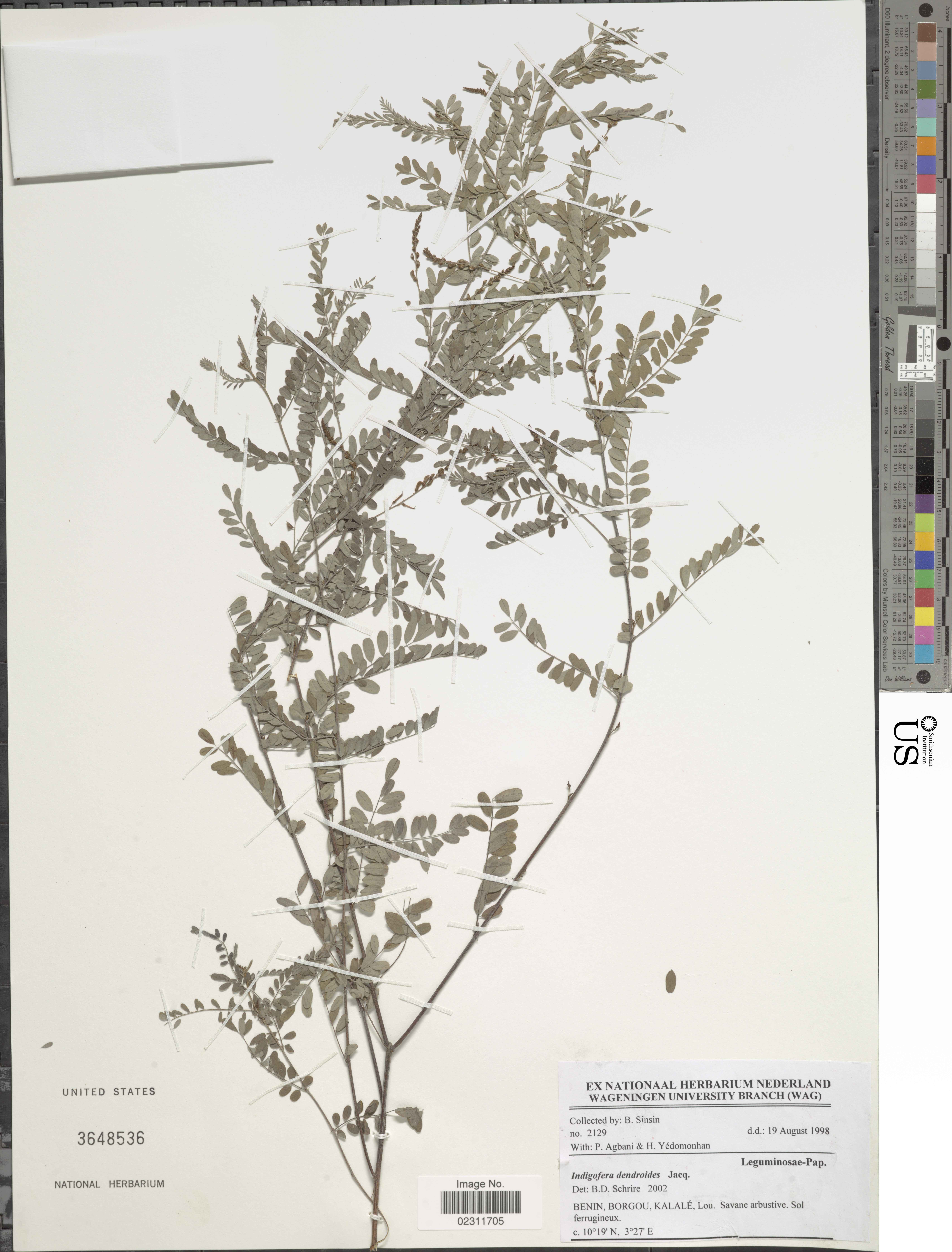
Indigofera dendroides.
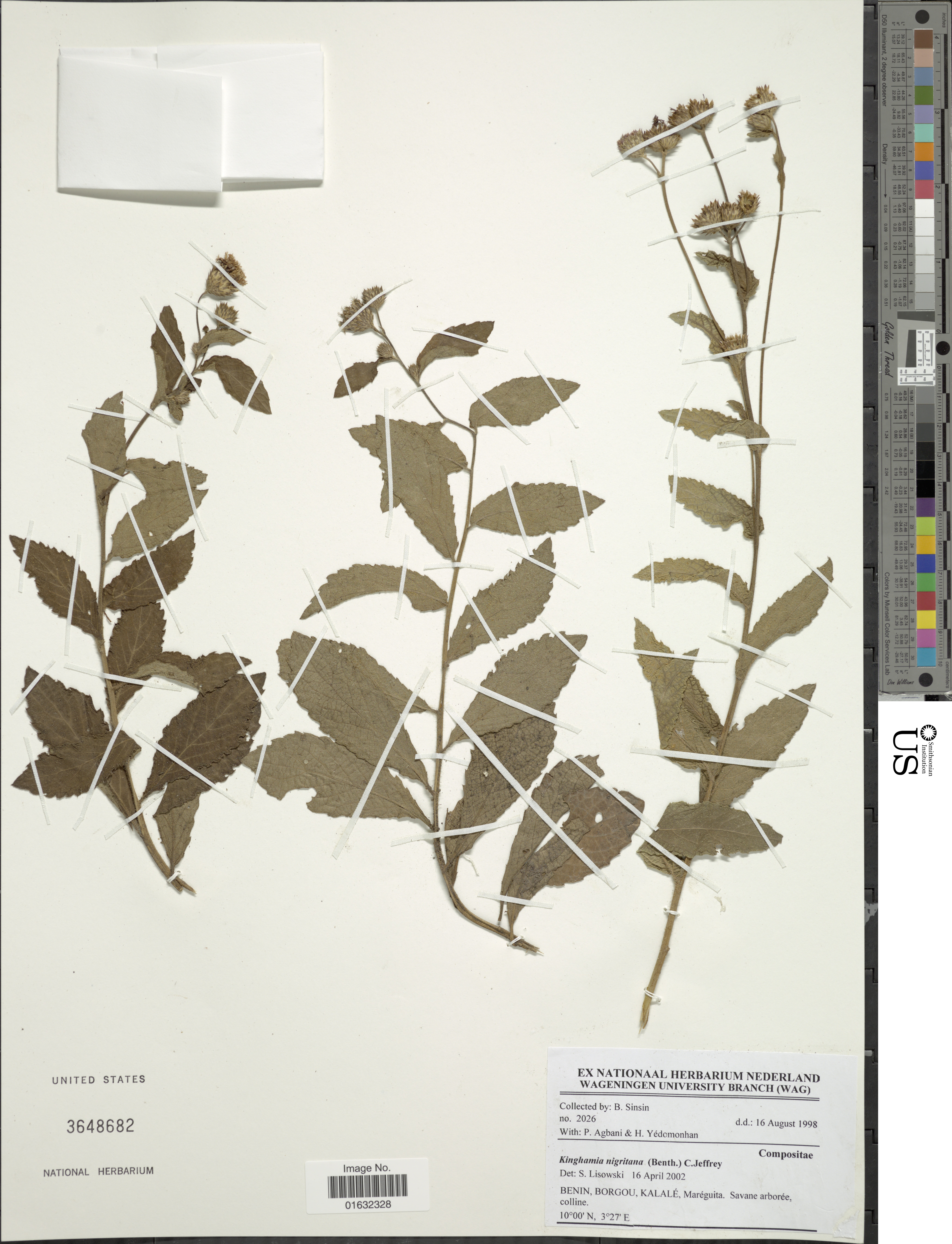
Kinghamia nigritana.
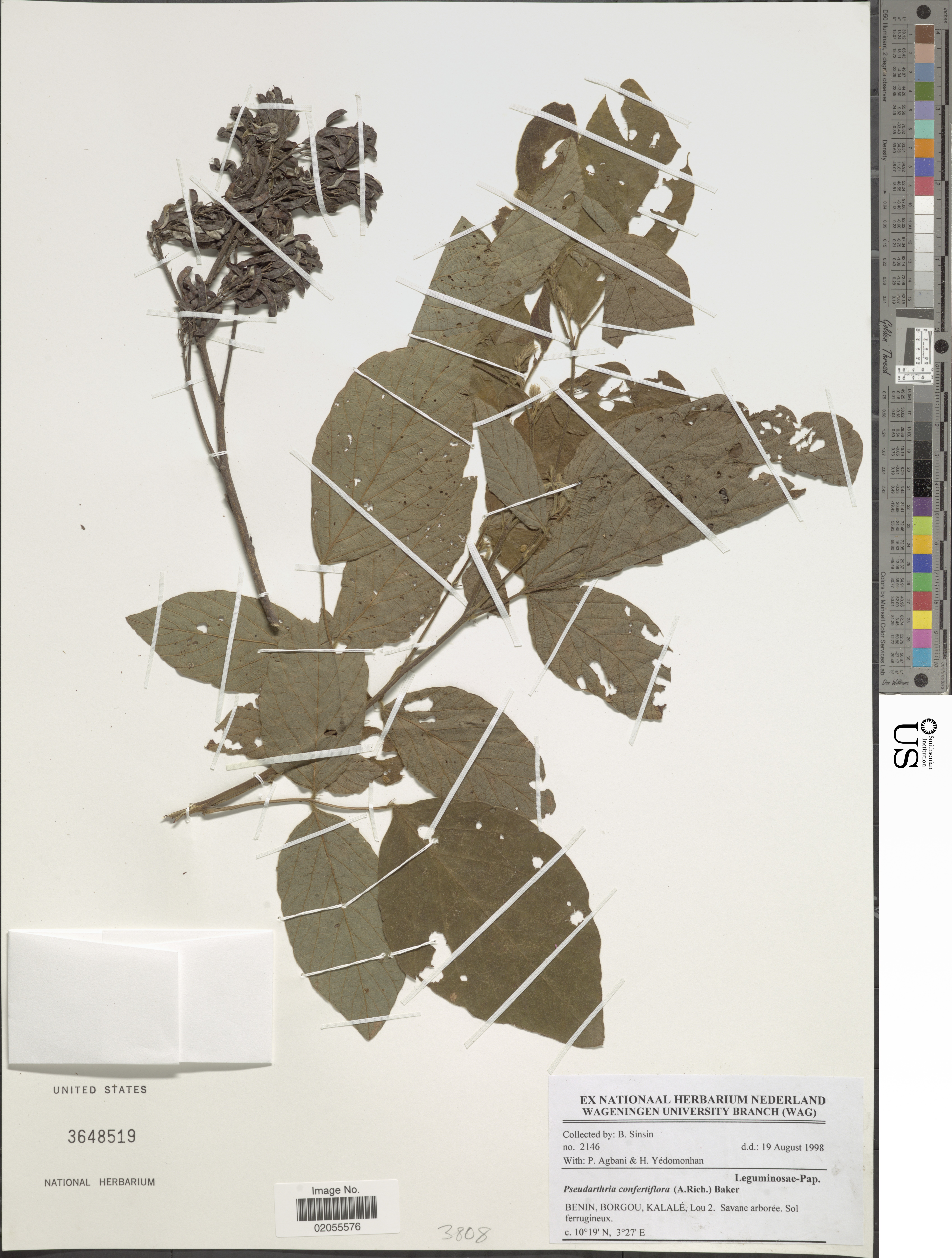
Pseudarthria confertiflora
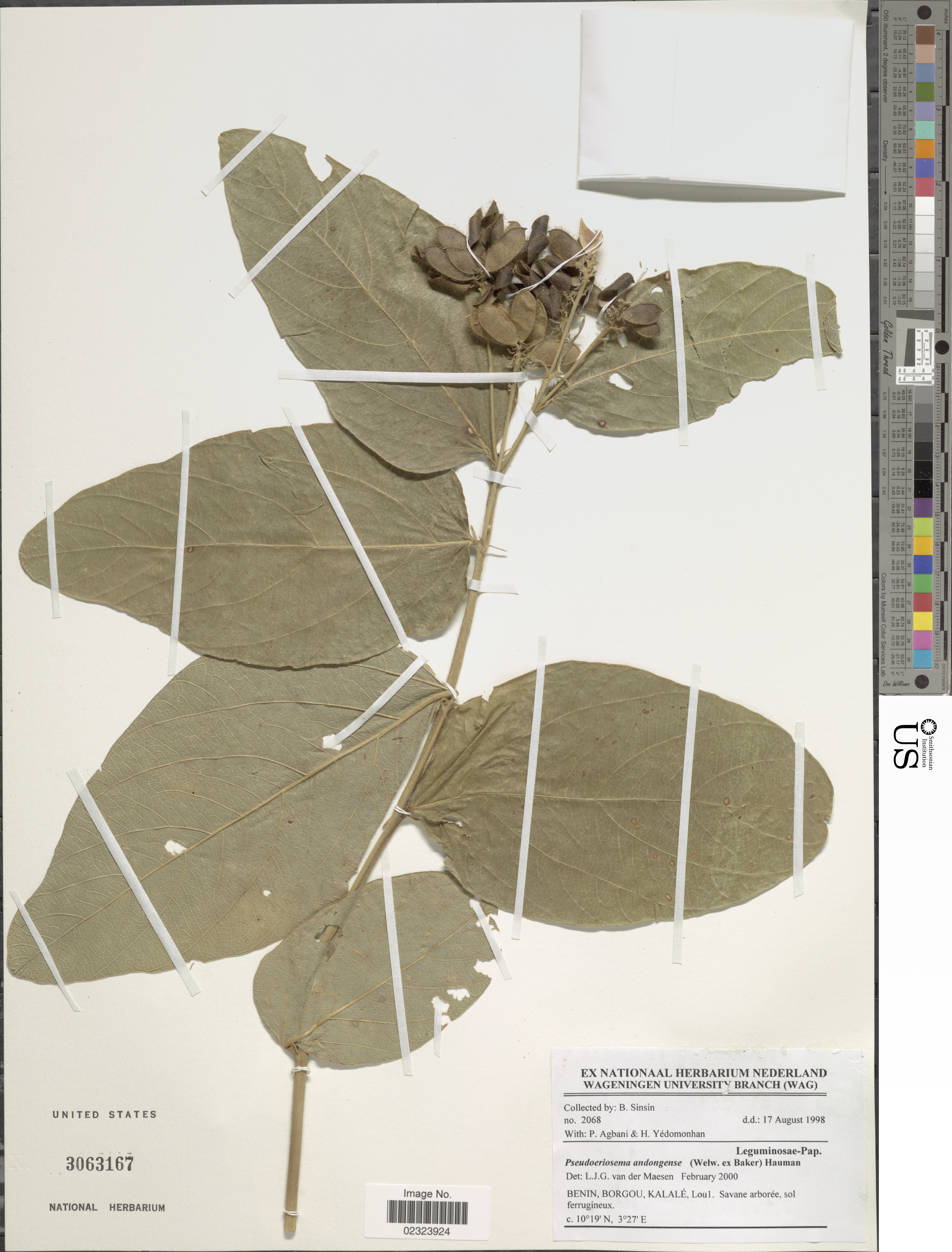
Pseudoeriosema andongense.

## Démographie
Lors du recensement de 2013 (RGPH-4), la commune comptait 100 026 habitants.

## Personnalités liées à la commune
- Bio Guéra (1856-1916), prince guerrier wassangari, est né à Gbaasi dans la commune de Kalalé.

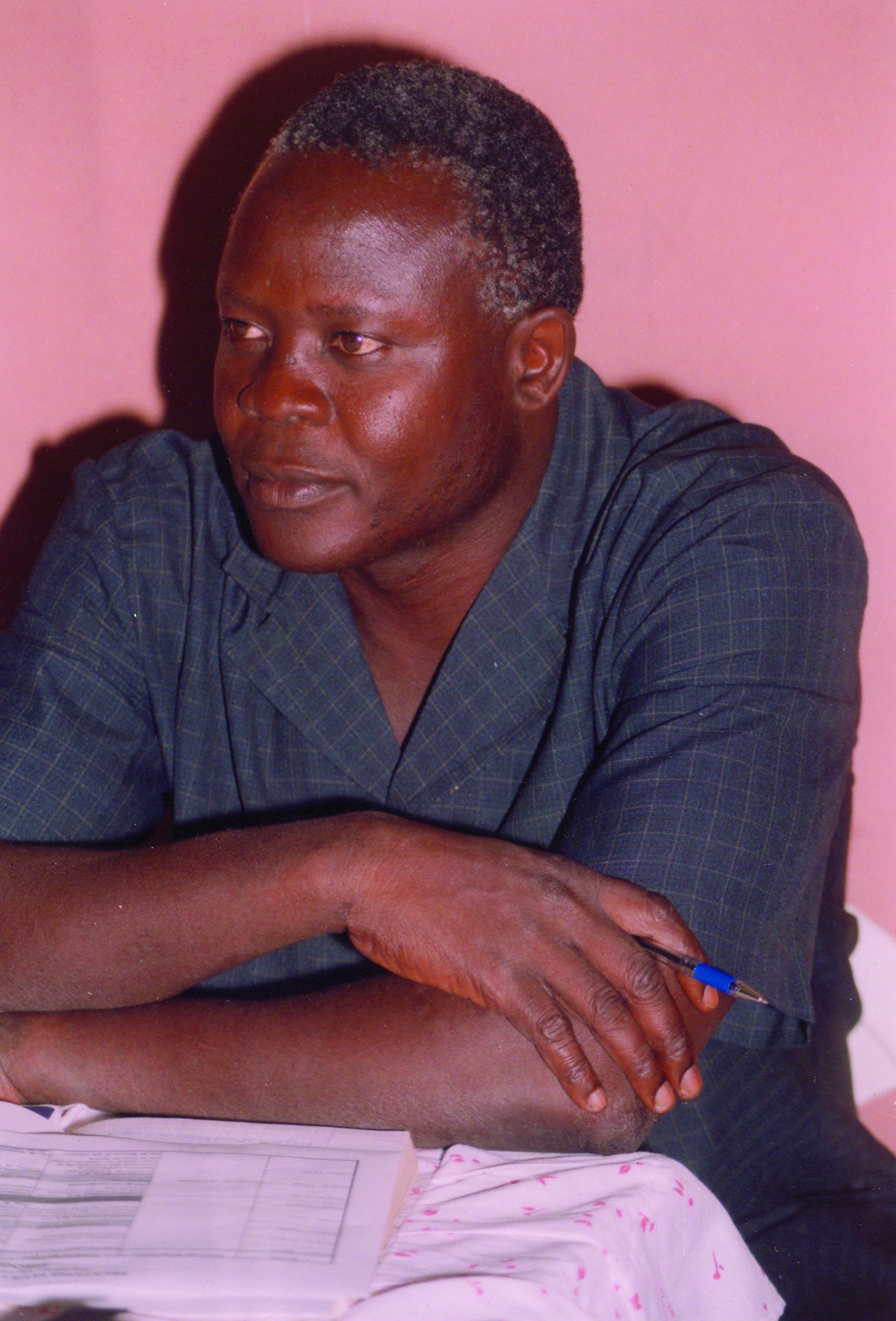
Bouraima Seidou Ancien maire de Kalalé.